# Morpho eros
Morpho eros is een vlinder uit de familie Nymphalidae. De wetenschappelijke naam van de soort is voor het eerst geldig gepubliceerd in 1913 door Hans Fruhstorfer.